# The Human Experience
Pour plus de détails, voir Fiche technique et Distribution.
The Human Experience est un documentaire de 90 minutes produit par Grassroots Films. Il décrit l'année passée par de jeunes new-yorkais au service des sans-abris de New York, des orphelins du Pérou et des lépreux du Ghana.

## Synopsis
Le documentaire retrace l'année que de jeunes new-yorkais ont passée au service de personnes nécessiteuses. Une partie de leur mission s'est déroulée au service des sans-abris de New York, des orphelins péruviens et des lépreux du Ghana.
D'après ses créateurs, le documentaire offre « un regard inédit sur la condition humaine ».

## Acteurs
Les principaux acteurs du documentaire, jouant leur propre rôle, sont Clifford Azize, Jeffrey Azize, Michael Campo et Matthew Sanchez.

## Sortie
Le film est projeté dans certains salles à parti d'avril 2007, mais la date de sortie officielle est le 12 juin 2008.

## Réception et accueil critique
Le film remporte l'Audience Choir Award durant l'édition 2009 du festival du film de Tribeca.